# 鄧宗孔
鄧宗孔（1528年—？），字惟時，廣西太平府崇善縣人，民籍，明朝政治人物。

## 生平
廣西鄉試第十六名舉人。嘉靖四十一年（1562年）中式壬戌科會試第二百七十五名，三甲第一百七十七名進士。

## 家族
曾祖鄧褒；祖父鄧政；父鄧召高，監生。母歐氏；繼母方氏。慈侍下。